# Gáspár János (vegyész)
Gáspár János (Martonos, 1859. november 15. – Firtosmartonos, 1938. április 1.) tanár, kémikus, unitárius egyházi tanácsos.

## Életpályája
1878-ban érettségizett a kolozsvári unitárius főgimnáziumban. 1883-ban a Kolozsvári Magyar Királyi Ferenc József Tudományegyetemen középiskolai tanári oklevelet szerzett. Itt tanára volt Fabinyi Rudolf. 1883–1889 között a Kolozsvári Tudományegyetem Kémiai Intézetének tanársegédje volt. 1886-ban szerzett Kolozsváron bölcsészdoktori oklevelet. Budapesten Wartha Vince is foglalkozott vele. Közben a müncheni és a zürichi politechnikumban is tanult. Münchenben Franz von Soxhlet és Ewald Wollny, Zürichben Georg Lunge és Ernst Schulze voltak a mesterei. Párizsban a Pasteur Intézetben is végzett gyakorlatot. 1889–90-ben a magyaróvári mezőgazdasági akadémián a vegytan segédtanára volt. 1890–1899 között a temesvári főreáliskolában a vegytan és a fizika rendes tanára volt, majd egy tanévre – 1899–1900-ban – a Központi Szőlészeti Kísérleti Állomás vegyészeti laboratóriumának berendezésénél való közreműködésért szabadságolták. 1896–97-ben a temesvári Természettudományi Füzetek társszerkesztője volt. 1900–1909 között a Központi Szőlészeti Kísérleti Állomás és Ampelológiai Intézet osztályvezető vegyésze, 1909–1917 között osztályvezető fővegyésze volt. 1917-ben nyugalomba vonult. Életének utolsó éveiben szülővárosában élt.
A magyar élelmiszer-kémiai kutatások egyik úttörőjeként ampelológiai, levegő- és talajkémiai vizsgálatokkal is foglalkozott. Elsőként elemezte Temesvár, majd Temes vármegye ivóvízkészletét és talaját. Alapvetően új eredményeket ért el a magyar búza kémiai összetételének tisztázása terén (Hankó Vilmossal).

## Családja
Szülei Gáspár András birtokos és martonosi Gálffy Zsuzsanna voltak. Édesanyja, martonosi Gálffy Mihály (1817–1854) a Makk-féle összeesküvésben való részvételéért kivégzett székely vértanú rokona volt.

## Művei
- Tanulmány a tömjénről [gumi olibanum]. Az oliban 12 új származékának előállítása (Egyetemi doktori értekezés; Kolozsvár, 1886)
- A gázok elnyeletése üveg által (Kolozsvár, 1886)
- Temesvár ivóvize és talajlevegőjének elemzése (Temesvár, 1891)
- A chemia szerepe az iparban és a kereskedelemben (Temesvár, 1891)
- Temesvár mély kútvizeinek elemzése (Természettudományi füzetek; Temesvár, 1894; németül is)
- A temesvári dómtéri ártézi kútvíz elemzése (Természettudományi füzetek; Temesvár, 1895; németül is)
- A tápszerek vizsgálata (Természettudományi füzetek; Temesvár, 1895)
- Temesmegyei talajok elemzése (Természettudományi füzetek; Temesvár, 1896)
- A magyar búza chemiai összetétele (Hankó Vilmossal) – Adatok a búzasikér chemiai összetételéhez (Mathematikai és természettudományi értesítő, 1899)
- Amerikai szőlővesszők elemzése (A Központi Szőlészeti Kísérleti Állomás és Ampelológiai Intézet Közleményei, 1903)
- Baranyamegyei borok elemzése (A Központi Szőlészeti Kísérleti Állomás és Ampelológiai Intézet Évkönyve, 1904)
- Újabb szőlővédelmi anyagok (A Központi Szőlészeti Kísérleti Állomás és Ampelológiai Intézet évkönyve; Budapest, 1912)
- A mustok és borok összetételére közreható termelési tényezők (Budapest, 1913)
- A rézgálickérdés a szőlőművelésben (Köztelek, 1915)
- A thanaton és a szőlőmoly elleni védelem (Borászati Lapok, 1917)

## Díjai
- Az MTA Lévay-jutalma (Hankó Vilmossal, 1897)